# Werner Hartmann (Leichtathlet)
Werner Franz Josef Hartmann (* 20. April 1959 in Mindelheim) ist ein ehemaliger deutscher Leichtathlet, der 1979 in der Bundesrepublik den Deutschen Meistertitel im Diskuswurf gewann.
1976 und 1977 war Hartmann deutscher Jugendmeister im Diskuswurf, bei den Jugendeuropameisterschaften 1977 gewann er die Bronzemedaille. 1978 belegte er bei den Deutschen Meisterschaften in der Erwachsenenklasse den dritten Platz hinter Thomas Berlep und Rolf Danneberg. Ebenfalls 1978 stellte Hartmann mit 63,64 m in Straßburg einen Juniorenweltrekord mit dem Erwachsenen-Diskus auf. Bei den Europameisterschaften 1978 verpasste er als 13. knapp den Einzug in das Finale der besten zwölf Werfer. 1979 gewann Hartmann seinen einzigen Deutschen Meistertitel, im Jahr darauf stand er in der deutschen Mannschaft für die Olympischen Spiele in Moskau, bei denen die deutsche Mannschaft aber wegen des Olympiaboykotts nicht antrat.
Nach einem dritten Platz bei den Deutschen Meisterschaften 1981 erreichte Hartmann von 1982 bis 1984 jeweils den zweiten Platz hinter Alwin Wagner. Bei den Europameisterschaften 1982 belegte Hartmann den elften Platz im Vorkampf. Im Jahr darauf verpasste er bei den Weltmeisterschaften 1983 als 18. der Qualifikation den Finaleinzug. Wesentlich knapper war es für Hartmann bei den Olympischen Spielen 1984 in Los Angeles. Mit 59,92 m verpasste er als 13. die Finalteilnahme um 84 Zentimeter. Nach zwei schwächeren Jahren belegte Werner Hartmann bei den Deutschen Meisterschaften 1987 noch einmal den zweiten Platz hinter Alois Hannecker, bei den Weltmeisterschaften 1987 trat er zum Vorkampf nicht an. 
Bei Deutschen Meisterschaften trat Hartmann auch im Kugelstoßen an. 1983 im Freien und 1984 in der Halle belegte er mit der Kugel den dritten Platz. Hartmann startete bis 1984 für den VfL Buchloe und danach für den TV Wattenscheid 01. Bei einer Körpergröße von 1,89 m betrug sein Wettkampfgewicht 115 kg. Seine Bestleistung im Diskuswurf stellte er mit 67,54 m am 29. April 1982 in Georgsheil auf, seine Bestleistung im Kugelstoßen erreichte er mit 19,13 m am 21. Juni 1987 in Recklinghausen.